# De Jong
A De Jong holland családnév.

## Híres de Jong nevű személyek
- Arie de Jong (1882–1966) holland vívó, katonatiszt
- Frenkie de Jong (1997) holland labdarúgó
- Nigel de Jong (1984) holland labdarúgó
- Luuk de Jong (1990) holland labdarúgó
- Siem de Jong (1989) holland labdarúgó
- Theo de Jong (1947) holland labdarúgó

hasonló
- Xenia Stad-de Jong (1922–2012) olimpiai bajnok holland atléta, futó